# Joseph Ruttenberg
Joseph Ruttenberg, A.S.C. (Sint-Petersburg, 4 juli 1889 – Los Angeles, 1 mei 1983) was een in Rusland geboren Amerikaanse cameraman, director of photography en persfotograaf. Hij werd tien keer genomineerd voor de Oscar voor beste camerawerk, waarvan hij vier keer won. Daarnaast ontving hij in 1954 de Golden Globe voor zijn camerawerk in Brigadoon.

## Biografie
Joseph Ruttenberg werd in een Joodse familie in Sint-Petersburg geboren. Hij was tien jaar oud toen hij met zijn familie naar Boston in de Verenigde Staten emigreerde. Hij werkte een tijd als persfotograaf voor de Boston Globe, maar verhuisde in 1915 naar New York om als cameraman voor Fox Film Corporation te werken. Zijn eerste film was de stomme film The Painted Madonna (1917). In de late jaren 20 ging Ruttenberg voor Paramount Pictures werken. Zijn eerste geluidsfilm was The Struggle (1931), de laatste film van D.W. Griffith. In 1934 vertrok hij naar Hollywood om voor MGM te werken. Hier trad hij toe tot  de American Society of Cinematographers. Ruttenberg bleef voor MGM werken tot aan zijn pensioen in 1968.

## Onderscheidingen
Golden Globe
- Brigadoon (1954)

Oscars
- The Great Waltz (1938)
- Mrs. Miniver (1942)
- Somebody Up There Likes Me (1956)
- Gigi (1958)

Oscarnominaties
- Waterloo Bridge (1940)
- Dr. Jekyll and Mr. Hyde (1941)
- Madame Curie (1943)
- Gaslight (1944)
- Julius Caesar (1953)
- Butterfield 8 (1960)

- Biblioteca Nacional de España: XX1172950
- Bibliothèque nationale de France: cb14043316g (data)
- Catàleg d'autoritats de noms i títols de Catalunya: 981058519117306706
- Gemeinsame Normdatei: 139092404
- International Standard Name Identifier: 0000 0001 0893 5554
- Library of Congress Control Number: n77005670
- Nationale Bibliotheek van Israël: 987007279592305171
- PIC: 387581
- SNAC: w6p56cdz
- Système universitaire de documentation: 094246939
- Virtual International Authority File: 44500882
- WorldCat: E39PBJkdgxRRxPBYH9p4vYHt8C